# Сікамор (округ Делавер, Оклахома)
Сікамор (англ. Sycamore) — переписна місцевість (CDP) в США, в окрузі Делавер штату Оклахома. Населення — 65 осіб (2020).

## Географія
Сікамор розташований за координатами 36°23′39″ пн. ш. 94°42′58″ зх. д. / 36.39417° пн. ш. 94.71611° зх. д. (36.394033, -94.715999).  За даними Бюро перепису населення США в 2010 році переписна місцевість мала площу 10,71 км², уся площа — суходіл.

## Демографія
Згідно з переписом 2010 року, у переписній місцевості мешкало 177 осіб у 53 домогосподарствах у складі 41 родини. Густота населення становила 17 осіб/км².  Було 55 помешкань (5/км²).
Расовий склад населення:
| - 55,9 % — корінних американців - 36,7 % — білих |

До двох чи більше рас належало 6,8 %. Частка іспаномовних становила 2,3 % від усіх жителів.
За віковим діапазоном населення розподілялося таким чином: 28,2 % — особи молодші 18 років, 63,3 % — особи у віці 18—64 років, 8,5 % — особи у віці 65 років та старші. Медіана віку мешканця становила 33,3 року. На 100 осіб жіночої статі у переписній місцевості припадало 103,4 чоловіків;  на 100 жінок у віці від 18 років та старших — 104,8 чоловіків також старших 18 років.
Середній дохід на одне домашнє господарство  становив 44 865 доларів США (медіана — 32 321), а середній дохід на одну сім'ю — 49 111 долар (медіана — 36 136). За межею бідності перебувало 4,5 % осіб, у тому числі 0,0 % дітей у віці до 18 років та 0,0 % осіб у віці 65 років та старших.
Цивільне працевлаштоване населення становило 122 особи. Основні галузі зайнятості: виробництво — 30,3 %, будівництво — 27,0 %, сільське господарство, лісництво, риболовля — 20,5 %.